# Мефодий (Срибняк)
Архиепи́скоп Мефо́дий (укр. Архієпископ Мефодій, в миру Никола́й Никола́евич Срибня́к, укр. Мико́ла Микола́йович Срібня́к; род. 8 июня 1957, Грабовка, Станиславская область) — епископ Православной церкви Украины (с 2019).
Ранее — епископ Украинской православной церкви Киевского патриархата, архиепископ Сумской и Ахтырский (с 2004).

## Биография
Родился 8 июня 1957 года в селе Грабовка в Калушском районе Ивано-Франсковской области.
В юности переехал в Сибирь, где с 1978 по 1986 год работал лесником и старшим лесником в Красноярском крае.
В 1985 году окончил Сибирский технологический институт в Красноярске, после чего с 1986 по 1992 год работал заместителем директора Иркутского медицинско-оздоровительного центра. Учился в медицинском училище, а затем — в Иркутском медицинском институте, который не окончил по причине своего отъезда в Украину в 1994 году. С 1992 по 1994 год был председателем Украинского землячества Иркутска.
В 1995 году архиепископом Днепропетровским и Криворожским Адрианом (Стариной) в Богоявленском соборе города Ногинска был рукоположен в сан диакона, а затем — в сан пресвитера.
С 1996 по май 2004 года был секретарём Днепропетровско-Криворожской епархии и одновременно настоятелем храма Святого Духа в Днепропетровске. Учился в духовной семинарии в Ногинске, затем — в Волынской духовной семинарии, которую окончил в 1999 году.
В 2004 году окончил Львовскую духовную академию.
14 мая 2004 года Священным Синодом УПЦ Киевского патриархата был избран для рукоположения в сан епископа Сумского и Ахтырского.
23 мая 2004 года наместником Свято-Михайловского Златоверхого монастыря был пострижен в монашество с именем Мефодий.
5 июня 2004 года во Владимирском кафедральном соборе в Киеве состоялось его наречение во епископа Сумского и Ахтырского, которое совершили: Патриарх Киевский и всей Руси-Украины Филарет (Денисенко), архиепископ Переяслав-Хмельницкий Димитрий (Рудюк), епископ Белоцерковский Александр (Решетняк) и епископ Харьковский и Богодуховский Флавиан (Пасичник). 6 июня 2004 там же теми же архиереями рукоположен во епископа
С 28 февраля по 13 декабря 2006 года временно управлял по совместительству Черниговской епархией.
23 января 2012 года Указом патриарха Филарета (Денисенко) был возведён в сан архиепископа.
15 декабря 2018 года вместе со всеми другими архиереями УПЦ КП принял участие в объединительном соборе в храме Святой Софии, войдя, таким образом, в состав ПЦУ.
В конце апреля 2019 года участвовал во встрече 58-й отдельной мотопехотной бригады. Мероприятия проводились на Сумщине. В тот же день молился за павших бойцов бригады.

## Награды
- Орден Георгия Победоносца (14 декабря 2006)